# PC (kaatsen)

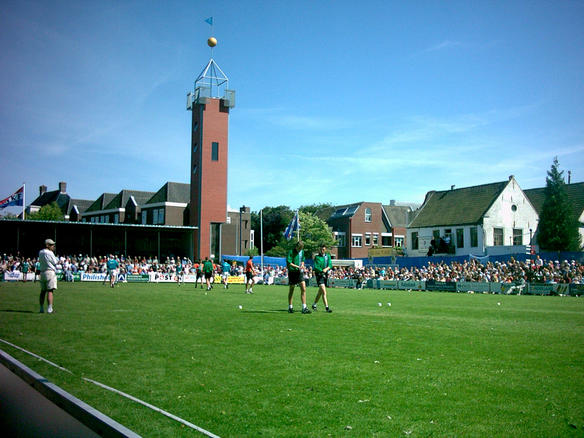

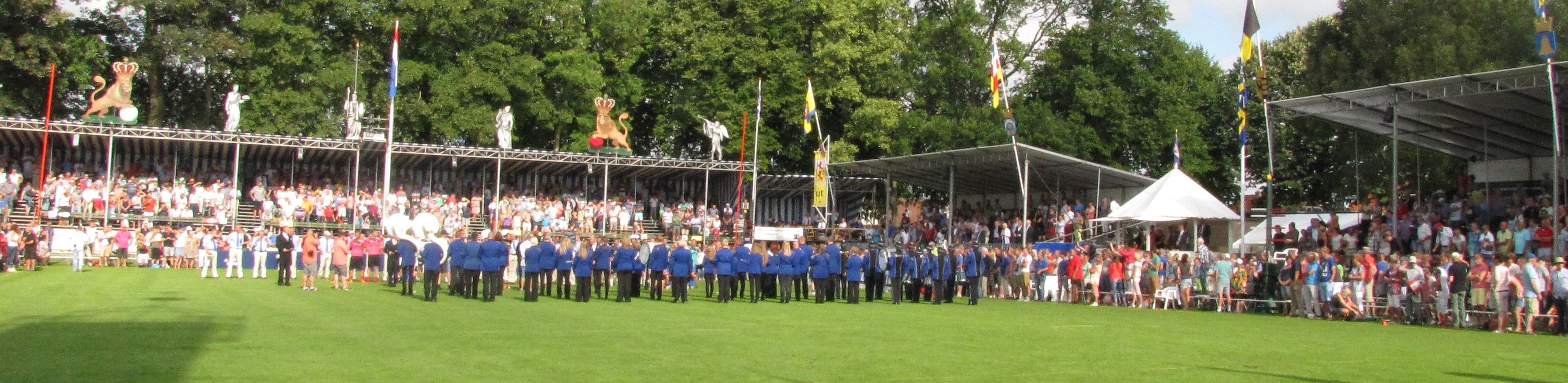
Opening PC 2014

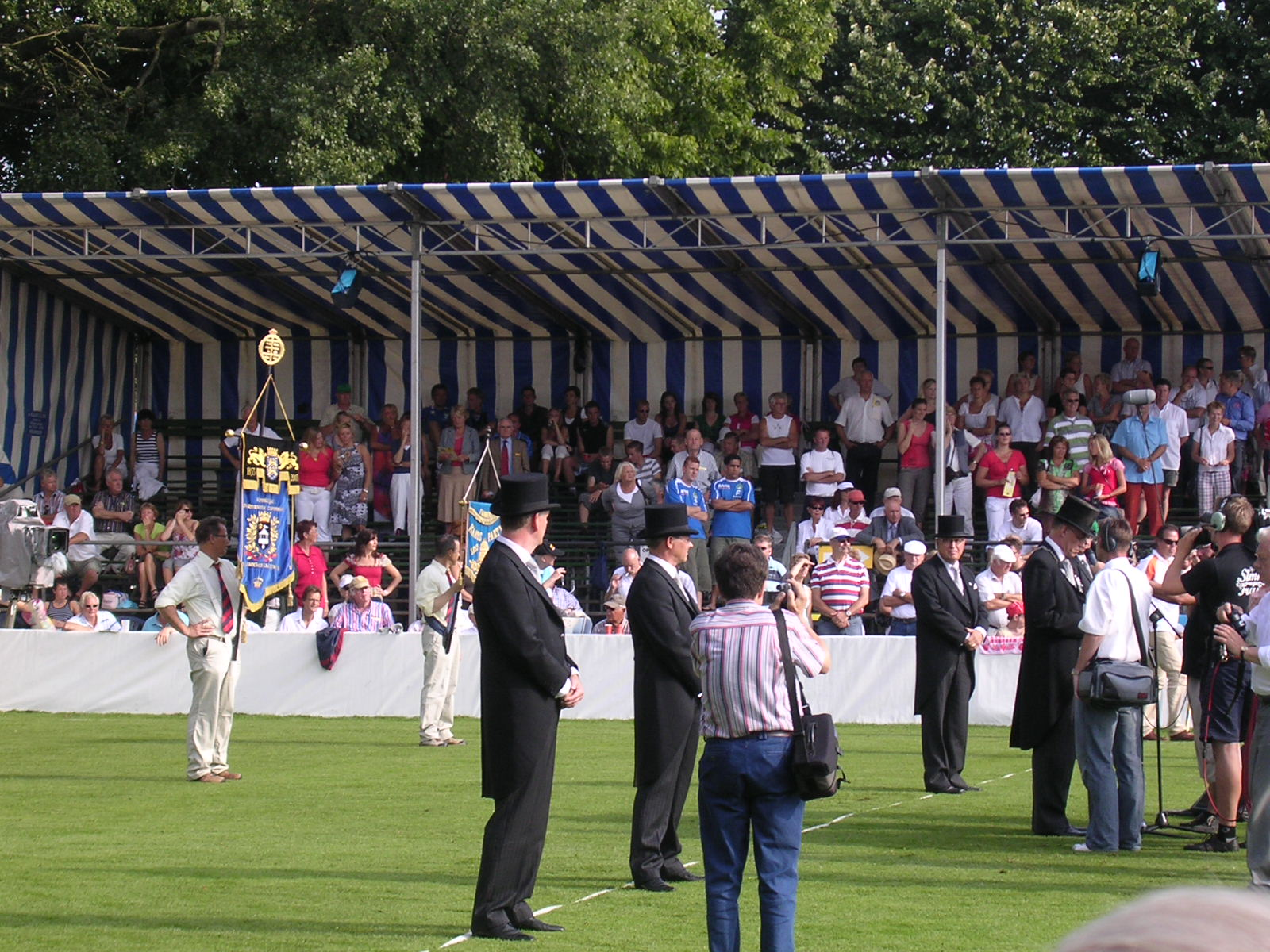
Bestuursleden in jacquet en hoge hoed, links twee mannen met kaatsvaandel PC2008

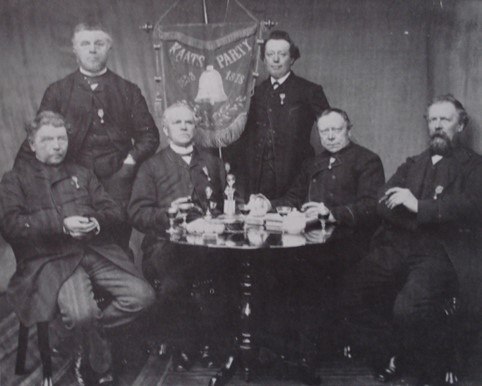
De leden van de Permanente Commissie in 1883, vlnr Ypma, Eelkema, Hessling, Koopmans, Jan Bogtstra, Zylstra

De PC (Permanente Commissie) is de belangrijkste kaatswedstrijd en oudste sportklassieker van Nederland, die jaarlijks op de vijfde woensdag na 30 juni op het Sjûkelân in de Friese stad Franeker wordt gehouden. De organisator is sinds 1854 de 'Permanente Commissie der Franeker kaatspartij'. Een werkbare samenwerking met de in 1897 opgerichte KNKB kwam pas in 1933 tot stand. Na verloop van tijd werd de afkorting PC niet alleen gebruikt voor de commissie maar ook voor de wedstrijd zelf. In 2003 kreeg de PC het predicaat Koninklijk. De wedstrijd wordt sinds enige jaren live uitgezonden op Omrop Fryslân.

## Voorgeschiedenis

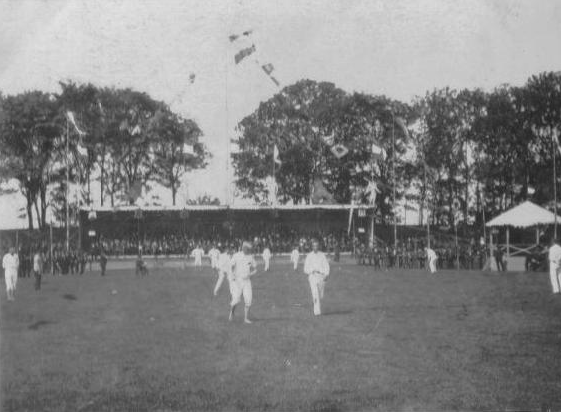
PC in 1903

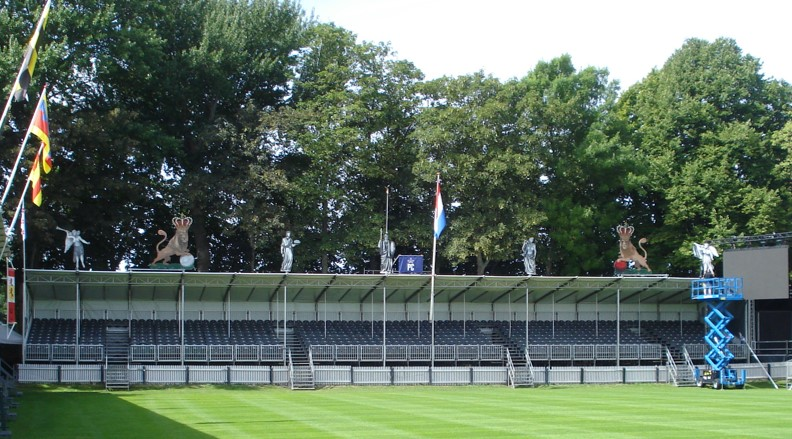
Beelden uit de Klassieke Oudheid op de bolwerktribune

De oudste vorm van kaatsen is het jeu de paume dat in de 12e eeuw werd gespeeld door Franse monniken. Omstreeks 1400 was het spel ook buiten de kloostermuren erg in trek. In Engeland werd het tennis genoemd, in de Nederlanden kaatsen. In de 16e eeuw speelden adel en gegoede burgers in overdekte kaatsbanen. Het volk speelde buiten, wat overlast gaf en tot verboden in de steden leidde. Daarmee werd kaatsen buiten de stadspoorten een veldspel voor het volk. Rond 1700 werd het alleen nog door het volk gespeeld, in enkele plaatsen in Zuid-Holland, in West-Friesland in de omgeving van Hoorn en in het noordwesten van Friesland.
In 1754 verscheen de eerste advertentie met de aankondiging van een kaatswedstrijd in Grouw. De herbergier liet een ‘curieuze zilveren bal verkaatsen’. In de verdere loop van de 18e eeuw loofden herbergiers als prijs een zilveren, soms een gouden bal uit of zilveren voorwerpen zoals lepels, messen of een tabaksdoos. In de eerste helft van de 19e eeuw liep het aantal door Friese herbergiers georganiseerde kaatspartijen op tot zo’n dertig per jaar. 
Door de slechte economische omstandigheden na 1845 liep de belangstelling voor kaatsen terug. Tien jaar eerder werd er nog volop gekaatst op het Franeker Oude Kaatsveld. Op zondagen was het aantal toeschouwers zo groot dat er niet voor iedereen plaats was. In 1853 was de neergang al zo ver gevorderd dat er nog maar een handjevol belangstellenden afkwam op de door de stadsherbergier Paulus de Vries georganiseerde 'balverkaatsersdag'. De ontevredenheid daarover werd de impuls voor actie.

## Oprichting PC
De wens om een commissie in het leven te roepen die de belangstelling en liefde voor de oude kaatssport weer moest opwekken leidde tot de samenstelling van een permanente commissie van liefhebbers. De oprichters van de PC hadden als doel ‘bevordering en instandhouding van het kaatsspel’ en ‘veredeling van het volksvermaak’. De oprichters waren Bote Gosses Bruinsma, Jan Bogstra, Ane Buwalda Kuijpers, Johannes Wijngaard Bekker en Theodorus Ypma, allen inwoners van Franeker. Wat ze organiseerden noemden ze ‘Kaatspartij te Franeker’, een voortzetting van de naamgeving door de kastelein van de stadsherberg bij het Oud Kaatsveld. Op dat veld werd de wedstrijd ook gehouden. Na twee jaar werd het 'De buitengewone kaatspartij te Franeker' genoemd. Toen in 1856 het Oud Kaatsveld door het slechte weer onbespeelbaar was geworden, werd de zaak voorgoed verplaatst naar het Sjûkelân.

## Opgaande lijn
De commissie deed er alles aan om de wedstrijd aantrekkelijk te maken. Het terrein werd feestelijk versierd en commissielid Buwalda Kuijpers ontwierp in 1855 de telegraaf, zodat iedereen steeds kon weten hoe de stand van de wedstrijd was. Er kwam een tentje voor de kaatsers waarin ze zich konden verkleden. In 1868 kwam er een overdekte tribune bij en een tentje met eten en drinken, dat door een rondgaande ober bij de toeschouwers aan de man en de vrouw werd gebracht. ’s Avonds was er op het Sjûkelân een voorstelling met een moderne toverlantaarn (Dissolving views) en muziek. Rond de prijsuitreiking in De Koornbeurs werd het de aanwezigen met muziek en dans aangenaam gemaakt. Het resultaat was dat er duizenden toeschouwers op af kwamen. Rond 1890 werden er extra treinen, trams en stoomboten ingezet om de mensenmassa te vervoeren. Het kaatsen was van een soms wat ruwe kermiskaatspartij veranderd in een beschaafd volksvermaak waarin sport en cultuur samengingen.

## Beelden en heraldiek
Ter gelegenheid van het 25-jarig jubileum (1878) ging de Permanente Commissie het feest verder aankleden met beelden uit de Klassieke oudheid. Het kaatsen moest worden opgewaardeerd en de verruwing moest worden bestreden. Op de oostelijke Skiltribune stonden drie beelden: een vrouwenfiguur geflankeerd door twee kaatsende figuren. Op de bolwerktribune kwamen de beelden die daar nu nog steeds worden geplaatst. In het midden Pallas Athene, als godin van de wijsheid de beschermvrouwe van universiteiten. Vanaf het veld gezien links van haar Demeter, godin van de vruchtbare aarde, rechts van haar Apollo, god van het goede en  schone, handhaver van recht en orde. Links van Demeter een gekroonde leeuw met een witte bal, rechts van Apollo een gekroonde leeuw met een rode bal onder de poten. Deze leeuwen vertegenwoordigen de beide parturen, zoals ook de bordjes aan de telegraaf in rood en wit zijn uitgevoerd. Aan de beide uiteinden Victoria, godin van de overwinning. De Oudheid klonk ook nog door in benamingen voor de bovenslag. Als de bal rollend over de bovenlijn kwam was het gewoon een bovenslag. Werd hij in één keer vanuit het perk over de bovenlijn geslagen, dan was het een Victoriaslag. Als de bal daarbij over het publiek heen of zelfs over de tribune werd geslagen was het een Herculesslag.

In 1997 werd de oude traditie met wapenschilden en vlaggen in ere hersteld. Vroeger vertegenwoordigden de wapenschilden de deelnemers aan het toernooi, in 1997 waren het de schilden en vlaggen van de districten Oostergo, Westergo en Zevenwouden en de elf steden. Ze werden opgesteld voor de tribunes.

## PC en Belgen
Voor het 35-jarig jubileum van de PC had het bestuur Belgische kaatsers uitgenodigd voor een demonstratie van het Belgische spel. De normale wedstrijd werd daarom over twee dagen gehouden. Er volgden meer internationale ontmoetingen, meestal in PC-jubileumjaren. In 1903 en 1913 werden de PC en de internationale wedstrijden op verschillende dagen gehouden. Tijdens de Eerste Wereldoorlog vluchtten honderdduizenden Belgen naar Nederland en daar zaten een paar goede kaatsers bij. Die wilden wel meedoen met het Friese spel en in 1917 won een Belgisch trio de PC met August van Lierde als koning. In het algemeen hadden de Friezen meer moeite met de Belgische kaatsvariant dan omgekeerd.

## PC en kaatsbond
Vanaf 1870 werd in verschillende dorpen en steden een kaatsvereniging opgericht. Zo’n vereniging organiseerde regelmatig een kaatswedstrijd en de inmiddels zeer invloedrijke Permanente Commissie kreeg het verwijt dat men maar één wedstrijd per jaar uitschreef en niets aan training deed. Vanuit de verenigingen ontstond de behoefte aan een overkoepelende bond, zoals dat ook bij andere sporten het geval was. In 1897 was het zover. Zestien van de inmiddels ongeveer 25 verenigingen werden meteen lid van de bond. Drijvende kracht was de Franeker onderwijzer Willem Westra, voorzitter van de in 1893 opgerichte kaatsvereniging ‘Jan Bogstra’. Westra wilde de PC ook binnen de bond halen, maar die wilde beslist zelfstandig blijven. Wel spraken ze in 1905 af dat beide organisaties gebruik mochten maken van de ‘terreininventaris’ van het Sjûkelân. Drie jaar later accepteerde de PC dat de bond toestemming moest geven voor het houden van hun wedstrijd en dat er volgens de door de bond opgestelde kaatsreglementen zou worden gespeeld. Pogingen om de PC helemaal op te laten gaan in de bond slaagden niet, maar leidden wel tot conflicten. In 1933 sloot men een werkbaar compromis, waarna grote problemen zich niet meer voordeden. De PC profiteert van de bond met zijn kennis op technisch en sportief gebied en met zijn nationale en internationale contacten, de bond profiteert van de geweldige propaganda voor het kaatsen en de cultuur, die uitgaat van de PC met zijn historisch gegroeide onafhankelijke positie.

## De prijzen
In 1854 kregen de prijswinnaars van de PC 36 gulden samen (toen een royaal weekloon), de premiewinnaars (verliezers van de finale) 9 gulden. Bovendien kregen de winnaars een bloemenkrans, wat tot die tijd niet gebruikelijk was. In de loop van de tijd werd geld als prijs afgewisseld met zilveren of gouden voorwerpen. Tot 1885 waren er slechts twee prijzen. Daarna varieerde het aantal tussen drie en acht, tot in 1974 het op vier werd gesteld.
In 1883 werd door de commissaris der koning Binnert Philip baron van Harinxma thoe Slooten een zilveren bal beschikbaar gesteld als wisselprijs voor de beste kaatser van het winnende partuur, die daarmee eeuwige roem vergaarde. Een commissie van oud-kaatsers bepaalt wie de koningsbal krijgt omgehangen. Op de bal staat het familiewapen van Van Harinxma, een gedicht van Jacobus van Loon en een afbeelding van het Franeker kaatsen in het verleden. In 1997 is er een replica van gemaakt, die de koning een jaar thuis mag houden, de originele is te waardevol om er risico mee te lopen.
Vanaf 2010 werden het weer geldprijzen. (In 2010 per partuur prijswinnaars € 4500,-, premiewinnaars € 3000,- en als 3e prijs € 1500,-.) De prijswinnaars krijgen bovendien een gouden tientje elk plus een medaille van het Provinciaal bestuur en natuurlijk ook een krans.

## De vijfde woensdag

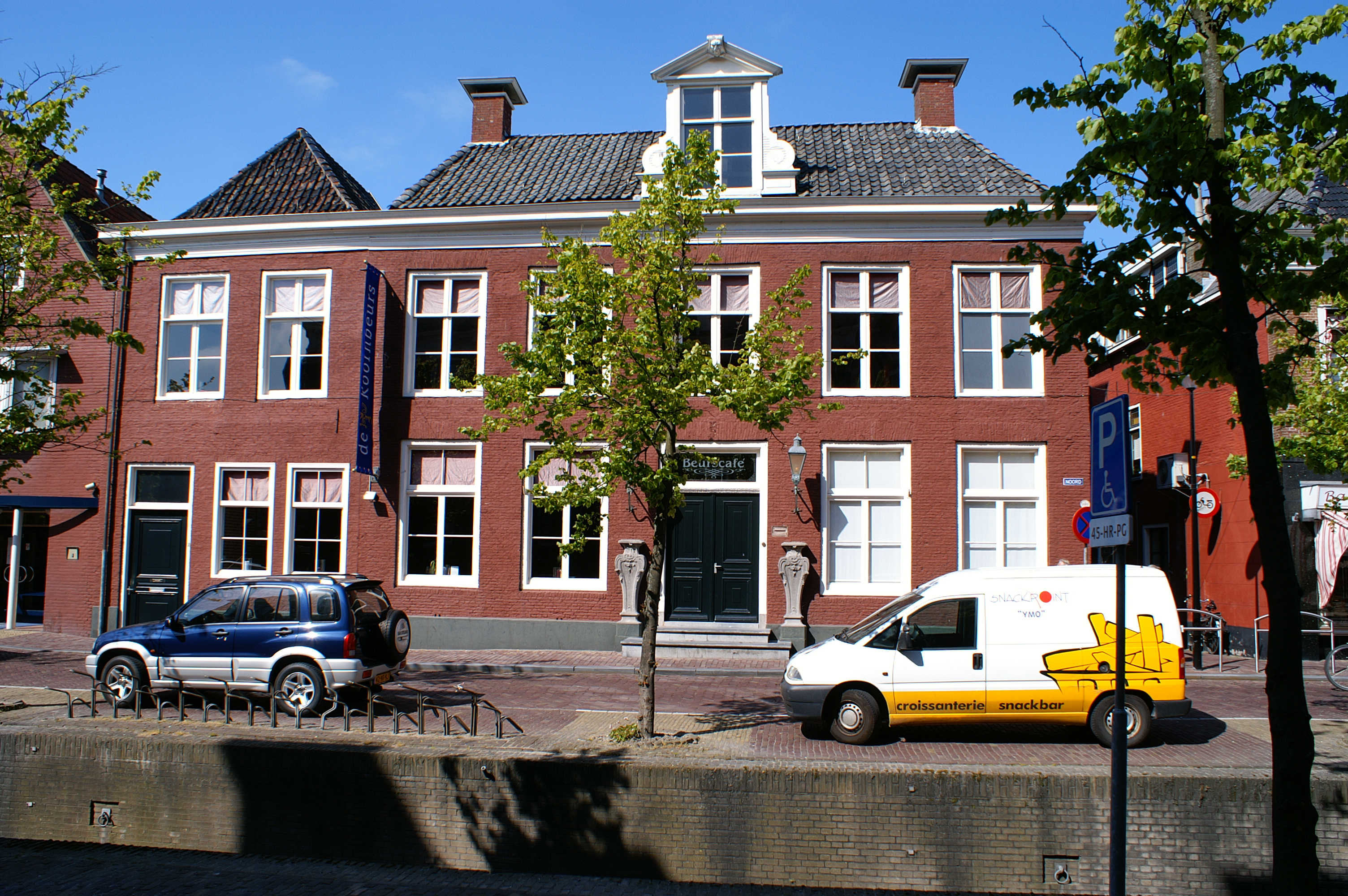
Theater De Koornbeurs

Voor de vijfde woensdag na 30 juni werden van oudsher de zestien beste parturen uitgenodigd. Sinds 2012 zijn de vijftien hoogst geklasseerde parturen volgens de KNKB-ranglijst rechtstreeks geplaatst. De parturen 16 tot 19 kaatsen een week eerder om de overgebleven plaats.

Op de maandag voor de PC wordt er om 18.00 uur in De Koornbeurs onder grote belangstelling geloot voor de wedstrijdlijst. De voorzitter van de PC houdt een toespraak, de kaatsers trekken zelf hun lot.
Op de woensdag begint klokslag 8.00 uur de receptie in De Koornbeurs. Omdat er veel mensen op af komen gaan de deuren al om 6.30 uur open. De PC-voorzitter houdt een toespraak waarin hij herinneringen ophaalt aan vroegere helden en aanwezige oud-winnaars krijgen extra aandacht.

Na de receptie worden het winnende partuur van het vorige jaar, de scheidsrechter en de Permanente Commissie in open koetsen naar het Sjûkelân gereden. Daar geeft de regerend PC-koning de koningsbal terug aan de voorzitter, die hem daarna voor iedereen zichtbaar in de PC-tent hangt in afwachting van de nieuwe koning. De koetsen worden voorafgegaan door het Stedelijk Muziekcorps Harmonie.

Voordat de wedstrijd om half tien begint wordt het Fries volkslied gespeeld.

Er wordt gekaatst in twee perken. Na de eerste omloop blijven er acht parturen over, na de tweede omloop volgt de halve finale en dan de finale omstreeks 17.00 uur. De prijsuitreiking is meteen na afloop van de finale.
Bij het 150-jarig bestaan in 2003 werd de PC het predicaat Koninklijk verleend.

In 2023 is het 170 jaar geleden dat de Permanente Commissie werd opgericht. In die periode kon de wedstrijd vijf keer niet doorgaan. In 1859 heersten de pokken en 1866 de cholera. Tijdens de Duitse bezetting werden de wedstrijden in 1943 en 1944 afgelast. In 2020 ging de PC niet door vanwege corona.

## Recordwinnaars
Twee kaatsers, Taede Zijlstra (Witmarsum) en Jan Reitsma sr. (Pingjum) slaagden er beiden in om de PC negen keer op hun naam te schrijven. Derde op deze lijst is Piet Jetze Faber (Vrouwenparochie) met acht keer winst. Klaas W. Boorsma (Zweins) en Sjirk de Wal (Dronrijp) wonnen beiden zeven keer. De volgende op de lijst is Hotze Schuil (Harlingen) met zes keer winst (uit dertien finalepartijen). Hij moet deze plek delen met Sake Saakstra (Winsum), J.E. Bonnema (Arum) en sinds 2021 ook met Gert-Anne van der Bos (Mantgum) en Taeke Triemstra (Sint Jacobiparochie).

### Beste kaatser van de 20e eeuw
Hotze Schuil, overleden in 2005, werd in 2000 door de PC uitgeroepen tot "kaatser van de 20e eeuw".

## Dorpen en steden met de meeste winnaars
Tot de succesvolste dorpen en steden, wat betreft het aantal overwinningen door inwoners, behoren onder andere:
- Harlingen - 37
- Arum - 30
- Pingjum - 26
- Leeuwarden - 25
- Dronrijp - 12
- Zweins - 9
- Kimswerd - 8

## PC-winnaars
| nummer | jaar | winnaars (K = koning)                                                                                                 |
| ------ | ---- | --- |
| 167    | 2025 | Marten Bergsma (K), Minnertsga; Hessel Postma, Winsum; Pieter Jan Leijemaar                                           |
| 166    | 2024 | Menno van Zwieten, Heerenveen; Gabe-Jan van Popta, Bolsward; Tsjisse Steenstra (K), Bitgummole                        |
| 165    | 2023 | Tjisse Steenstra (K), Bitgummole; Renze Hiemstra, Deinum; Hans Wassenaar, Bitgummole.                                 |
| 164    | 2022 | Tjisse Steenstra (K), Bitgummole; Renze Hiemstra, Deinum; Hans Wassenaar, Bitgummole.                                 |
| 163    | 2021 | Gert-Anne van der Bos, Mantgum; Taeke Triemstra, Sint Jacobiparochie; Erwin Zijlstra (K), Easterlittens.              |
|        | 2020 | Geen PC vanwege Corona.                                                                                               |
| 162    | 2019 | Marten Bergsma, Minnertsga, Renze Hiemstra, Deinum, Hans Wassenaar (K), Leeuwarden.                                   |
| 161    | 2018 | Peter van Zuiden, Bolsward; Allard Hoekstra (K), Franeker; Thomas van Zuiden, Bolsward.                               |
| 160    | 2017 | Bauke Triemstra, Sint Jacobiparochie; Alle Jan Anema, Grouw; Hendrik Kootstra (K), Minnertsga.                        |
| 159    | 2016 | Jan-Dirk de Groot, Driesum; Renze Pieter Hiemstra, Sint Jacobiparochie; Hans Wassenaar (K), Leeuwarden.               |
| 158    | 2015 | Gert-Anne van der Bos, Mantgum (K); Taeke Triemstra, Sint Jacobiparochie; Daniël Iseger, Leeuwarden.                  |
| 157    | 2014 | Gert-Anne van der Bos, Holwerd; Jacob Wassenaar, Minnertsga; Daniël Iseger (K), Leeuwarden.                           |
| 156    | 2013 | Johan van der Meulen, Broeksterwâld; Renze Piter Hiemstra (K), Sint Jacobiparochie; Hylke Bruinsma, Minnertsga.       |
| 155    | 2012 | Hendrik Tolsma, Goutum; René Anema, Balk; Thomas van Zuiden (K), Tsjerkwerd.                                          |
| 154    | 2011 | Gert-Anne van der Bos, Holwerd; Taeke Triemstra, Sint Jacobiparochie; Daniël Iseger (K), Leeuwarden.                  |
| 153    | 2010 | Gert-Anne van der Bos (K), Holwerd; Taeke Triemstra, Sint Jacobiparochie; Daniël Iseger, Leeuwarden.                  |
| 152    | 2009 | Gert-Anne van der Bos (K), Holwerd; Folkert van der Wei, Witmarsum; Daniël Iseger, Leeuwarden.                        |
| 151    | 2008 | Jochum Bouma, Oosterlittens; Auke van der Graaf, Berlikum; Douwe Groenendijk (K), Heerenveen.                         |
| 150    | 2007 | Johan van der Meulen (K), Broeksterwâld; Taeke Triemstra, Sint Jacobiparochie; Auke van der Graaf, Berlikum.          |
| 149    | 2006 | Johan van der Meulen, Damwâld; Taeke Triemstra (K), Sint Jacobiparochie; Kor Zittema, Beetgum.                        |
| 148    | 2005 | Rutmer van der Meer, Leeuwarden; Jacob Wassenaar, Minnertsga; Chris Wassenaar (K), Minnertsga.                        |
| 147    | 2004 | Johan Abma, Gau; Pieter Scharringa, Dronrijp; Daniël Iseger (K), Goutum.                                              |
| 146    | 2003 | Johannes G. Dijkstra (K), Huzum ; Karel Nijman, Leeuwarden; Folkert van der Wei, Witmarsum.                           |
| 145    | 2002 | Rutmer van der Meer, Warga; Jacob Wassenaar, Minnertsga; Cornelis Terpstra (K), Minnertsga .                          |
| 144    | 2001 | Pieter van Tuinen, Leeuwarden; André Kuipers, Beetgumermolen; Chris Wassenaar (K), Minnertsga.                        |
| 143    | 2000 | Klaas Berkepas, Aldeboarn; Dirk Jan van der Woud, Goutum; Klaas Anne Terpstra (K), Minnertsga.                        |
| 142    | 1999 | Johan Okkinga, Arum; Sake Porte,Winsum (Gr); Auke van der Graaf (K), Berlikum.                                        |
| 141    | 1998 | Johan Okkinga (K), Arum; Sake Porte, Winsum (Gr.); Auke van der Graaf, Berlikum.                                      |
| 140    | 1997 | Pieter van Tuinen (K), Groningen; Rinse Bleeker, Heerenveen; Chris Wassenaar, Minnertsga.                             |
| 139    | 1996 | Johan Okkinga (K), Arum; Sake Porte, Groningen; Pieter Tienstra, Winsum (Gr.).                                        |
| 138    | 1995 | Simon Minnesma (K), Menaldum; Sake Porte, Groningen; Klaas-Anne Terpstra, Menaldum.                                   |
| 137    | 1994 | Coos Veltman (K), Joure; Johannes van Dijk, Leeuwarden; Hotze Rusticus, Marssum.                                      |
| 136    | 1993 | Erik Seerden, Leeuwarden; Rinse Bleeker, Heerenveen; Thomas van der Meer (K), Akkrum.                                 |
| 135    | 1992 | Erik Seerden, Franeker; Rinse Bleeker (K), Heerenveen; Thomas van der Meer, Akkrum.                                   |
| 134    | 1991 | Erik Seerden (K), Franeker; Rinse Bleeker, Heerenveen; Thomas van der Meer, Akkrum.                                   |
| 133    | 1990 | Coos Veltman, Dronrijp (K); Piet Jetze Faber, Vrouwenparochie; Tunno Schurer, Franeker.                               |
| 132    | 1989 | Joop Bierma; Sint Jacobiparochie (K); Sake Porte, Stiens; Hotze Rusticus, Marssum.                                    |
| 131    | 1988 | Peter Rinia, Makkum; Johannes Brandsma, Sexbierum; Tunno Schurer, Franeker (K).                                       |
| 130    | 1987 | Peter Rinia, Makkum; Johannes Brandsma, Sexbierum; Tunno Schurer, Franeker (K).                                       |
| 129    | 1986 | Peter Rinia, Makkum; Wybren van Wieren, Marssum; Tunno Schurer, Franeker (K).                                         |
| 128    | 1985 | Ruurd Rutten, Wijnaldum; Johannes van Dijk, Sexbierum (K); Tjerk de Groot, Vrouwenparochie.                           |
| 127    | 1984 | Peter Rinia, Makkum; Wybren van Wieren, Marssum (K); Tunno Schurer, Franeker.                                         |
| 126    | 1983 | Sake Saakstra, Grouw; Piet Jetze Faber, Vrouwenparochie (K); Johannes Brandsma, Sexbierum.                            |
| 125    | 1982 | Sake Saakstra, Grouw; Piet Jetze Faber, Vrouwenparochie (K); Johannes Brandsma, Sexbierum.                            |
| 124    | 1981 | Sake Saakstra, Grouw (K); Piet Jetze Faber, Vrouwenparochie; Tjisse Wallendal, Ried.                                  |
| 123    | 1980 | Sake Saakstra, Grouw; Piet Jetze Faber, Vrouwenparochie (K); Flip Soolsma, Boarnburgum.                               |
| 122    | 1979 | Sake Saakstra, Grouw; Piet Jetze Faber, Vrouwenparochie (K); Flip Soolsma, Boarnburgum.                               |
| 121    | 1978 | Sjouke de Boer, Exmorra (K); Klaas van Wieren, Berlikum; Wybren van Wieren, Marssum.                                  |
| 120    | 1977 | Sjouke de Boer, Exmorra; Klaas van Wieren, Berlikum; Wybren van Wieren, Marssum (K).                                  |
| 119    | 1976 | Sake Saakstra, Winsum (K); Piet Jetze Faber, Stiens; Durk Talsma, Weidum.                                             |
| 118    | 1975 | Johan van Seijst, Drachten (K); Klaas van Wieren, Berlikum; Piet Jetze Faber, Stiens.                                 |
| 117    | 1974 | Jarich van der Veen, Damwâlde (K); Gerrit de Jong, Sneek; Flip Soolsma, Drachten.                                     |
| 116    | 1973 | Sjouke de Boer, Exmorra (K); Wybren van Wieren, Marssum; Gerrit van der Heide, Harlingen.                             |
| 115    | 1972 | Piet de Jong, Wommels; Bert Rinia, Makkum (K); André Roosenburg, Franeker.                                            |
| 114    | 1971 | Jarich van der Veen, Akkerwoude; Gerrit de Jong, Sneek; Reitse Mienstra, Heerenveen (K).                              |
| 113    | 1970 | Gerrit Okkinga, Arum; Klaas van Wieren; Durk Talsma, Weidum (K).                                                      |
| 112    | 1969 | Johan van Seijst, Franeker (K); Sikke Sikkema, Franeker; Johannes Westra, Leeuwarden.                                 |
| 111    | 1968 | Johan van Seijst, Franeker; Tamme Velstra, Baard (K); Johannes Westra, Leeuwarden.                                    |
| 110    | 1967 | Hotze Schuil, Harlingen; Klaas van Wieren, Marssum (K); Johan Halbesma, Harlingen.                                    |
| 109    | 1966 | Rienk de Groot, Leeuwarden; Gerrit de Jong, Sneek (K); Durk Talsma, Weidum.                                           |
| 108    | 1965 | Hein Zijlstra, Deinum (K); Martinus Santema, Oosterlittens; Gerrit Langerak, Sneek.                                   |
| 107    | 1964 | Rienk de Groot, Leeuwarden; Sjoerd Heeringa, Tzummarum; Johan Halbesma, Harlingen (K).                                |
| 106    | 1963 | Gerrit Okkinga, Oosterend (K); Drewis Smedinga, Harlingen; Martinus Santema, Oosterlittens                            |
| 105    | 1962 | Gerrit Okkinga, Oosterend; Drewis Smedinga, Harlingen (K); Sjoerd Heeringa, Tzummarum.                                |
| 104    | 1961 | Rienk de Groot, Leeuwarden; Johan Jansen, Harlingen; Martinus Santema, Oosterlittens (K).                             |
| 103    | 1960 | J. Sijtsma, Ried; Joh. Zijlstra, Kimswerd (K); D. van der Zee, Leeuwarden.                                            |
| 102    | 1959 | Meindert van der Weerd, Arum; Albert Rinia, Makkum; Rinnie Kuiper, Makkum (K).                                        |
| 101    | 1958 | R. Hoekstra, Ternaard; Joh. Jansen, Harlingen (K); A. Veldkamp, Huzum.                                                |
| 100    | 1957 | Jan Sijtsma, Ried (K); Albert Rinia, Makkum; Sake Faber, Berlikum.                                                    |
| 99     | 1956 | Marten van der Leest, Stiens; Joh. Jansen, Harlingen; A. Hiemstra, Leeuwarden (K).                                    |
| 98     | 1955 | M. van der Weerd, Arum; Joh. Zijlstra, Kimswerd; W. Vlietstra, Franeker (K).                                          |
| 97     | 1954 | J. Stavinga, Poppenwier (K); A. Veldkamp, Huzum; S. van der Zee, Leeuwarden.                                          |
| 96     | 1953 | Hotze Schuil, Harlingen; R. Kuiper, Makkum (K); Frans Helfrich, Leeuwarden.                                           |
| 95     | 1952 | Hotze Schuil, Harlingen, (K); S. Olivier, Harlingen; Frans Helfrich, Leeuwarden.                                      |
| 94     | 1951 | Roel Hoekstra, Ternaard; P. de Haan, Holwert; H. de Haan, Holwerd (K).                                                |
| 93     | 1950 | M. van der Leest, Stiens (K); Th de Bruin, Leeuwarden; A. Hiemstra, Leeuwarden.                                       |
| 92     | 1949 | L. Heeringa, Holwerd (K); Hotze Schuil, Harlingen; W. Vlietstra, Franeker.                                            |
| 91     | 1948 | Marten van der Leest, Stiens (K); Th. de Bruin, Leeuwarden; Sj. Helfrich, Warga.                                      |
| 90     | 1947 | Hotze Schuil, Harlingen (K); Æbe Haima, Doanjum; Frans Helfrich, Harlingen.                                           |
| 89     | 1946 | Hotze Schuil, Harlingen (K); Æbe Haima, Doanjum; R. Reinalda, Winsum.                                                 |
| 88     | 1945 | K. Posthumus, Leeuwarden (K); P. de Haan, Holwert; H. de Haan, Holwerd.                                               |
|        | 1944 | Geen PC vanwege de oorlog.                                                                                            |
|        | 1943 | Geen PC vanwege de oorlog.                                                                                            |
| 87     | 1942 | J. Rodenhuis, Húns (K); F. de Jager; Frans Helfrich, Harlingen.                                                       |
| 86     | 1941 | K. Kuiken, Sint Annaparochie; J. de Groot, Weidum; Sj. Helfrich, Wijnaldum.                                           |
| 85     | 1940 | M. van der Hem, Raerd; L. Seerden, Franeker (K); Feite de Jager, Harlingen.                                           |
| 84     | 1939 | Taede Zijlstra, Witmarsum (K); IJ Kuperus, Wijnaldum; Sj. Helfrich, Wijnaldum.                                        |
| 83     | 1938 | F. Hiddinga, Weidum; C. Kamminga, Arum (K); W. Bosma, Bolsward.                                                       |
| 82     | 1937 | K. Kuiken, Sint Jacobiparochie; D. de Bildt, Sint Jacobiparochie; Sj. Helfrich, Wijnaldum (K).                        |
| 81     | 1936 | M. van der Hem, Raerd; A. Braam, Sexbierum; W. Bosma, Bolsward (K).                                                   |
| 80     | 1935 | Taede Zijlstra, Witmarsum (K); D. de Bildt, Sint Jacobiparochie; Sj. Helfrich, Sint Jacobiparochie.                   |
| 79     | 1934 | M. van der Hem, Raerd (K); H. Bogaard, Harlingen; K. de Jager, Harlingen.                                             |
| 78     | 1933 | H. Knol, Harlingen; D. de Bildt, Sint Jacobiparochie (K); A. van Sinderen, Sint Annaparochie.                         |
| 77     | 1932 | K. Kuiken, Sint Jacobiparochie; S. A. de Haan, Berlikum; J. van der Lei, Berlikum.                                    |
| 76     | 1931 | Taede Zijlstra, Witmarsum; P. Helfrich, Harlingen (K); K. de Jager, Harlingen.                                        |
| 75     | 1930 | R. Terpstra, Bitgum (K); N. Koopmans, Leeuwarden; K. Kooistra, Dokkum.                                                |
| 74     | 1929 | Taede Zijlstra, Witmarsum (K); P. Helfrich, Harlingen; I. Jousma, Dokkum.                                             |
| 73     | 1928 | I. Roukema, Wommels; D. de Jong, Wier; K. Kooistra, Dokkum (K).                                                       |
| 72     | 1927 | G. Koster, Dokkum (K); R. Werkhoven, Franeker; S. Zijlstra, Bitgum.                                                   |
| 71     | 1926 | Taede Zijlstra, Witmarsum; K. Kuiken, Sint Jacobiparochie (K); I. Jousma, Dokkum.                                     |
| 70     | 1925 | Taede Zijlstra, Witmarsum; K. Kuiken, Sint Jacobiparochie (K); I. Jousma, Dokkum.                                     |
| 69     | 1924 | H. Knol, Harlingen; I. Roukema, Harlingen; K. de Jager, Harlingen (K).                                                |
| 68     | 1923 | M. Miedema, Franeker; I. Roukema, Harlingen (K); K. de Jager, Harlingen.                                              |
| 67     | 1922 | Taede Zijlstra, Witmarsum; J.IJ. Heeg, Oosterend; R.R. Yetsinga, Arum (K).                                            |
| 66     | 1921 | Taede Zijlstra, Witmarsum; J.IJ. Heeg, Oosterend (K); R.R. Yetsinga, Arum.                                            |
| 65     | 1920 | Taede Zijlstra, Witmarsum; I. Roukema, Harlingen; I. Jousma, Dokkum (K).                                              |
| 64     | 1919 | J.IJ. Heeg, Oosterend; A. Smidts, Franeker (K); S.M. Tigchelaar, Dronrijp.                                            |
| 63     | 1918 | H. Westerhuis, Oosterlittens (K); R. de Jong, Wommels; P. Hiemstra, Wommels.                                          |
| 62     | 1917 | August van Lierde (K); Emile Hoyois; Georges Herphelin; alle drie uit België (zij verbleven tijdelijk in Harderwijk). |
| 61     | 1916 | R. Brink, Oosterlittens (K); I. Roukema, Harlingen; August van Lierde, België.                                        |
| 60     | 1915 | J. Jellema, Franeker; S. de Vries, Harlingen (K); H. van Haitsma, Franeker.                                           |
| 59     | 1914 | R. Brink, Oosterlittens; G. Hoitsma, Berlikum (K); R. Zaagemans, Witmarsum.                                           |
| 58     | 1913 | C. Werkhoven, Witmarsum; A. Smidts, Franeker (K); I. Roukema, Harlingen.                                              |
| 57     | 1912 | R. Brink, Oosterlittens; S. de Vries, Harlingen; S.M. Tigchelaar, Dronrijp.                                           |
| 56     | 1911 | Tj. W. Kooistra, Dokkum; S.A. Kooistra, Witmarsum (K); R. Zaagemans, Witmarsum.                                       |
| 55     | 1910 | C. Werkhoven, Witmarsum (K); S.A. Kooistra, Witmarsum; Tj. W. Kooistra, Leeuwarden.                                   |
| 54     | 1909 | C. Werkhoven, (K); S.A. Kooistra; R. Zaagemans; alle drie uit Witmarsum.                                              |
| 53     | 1908 | U. Tijmstra, Lemmer (K); H. Schaafsma, Arum; R. Boorsma, Wommels.                                                     |
| 52     | 1907 | S.A. Kooistra, Witmarsum (K); Tj. W. Kooistra, Dokkum; M. Helfrich, Kimswerd.                                         |
| 51     | 1906 | C. Werkhoven, Witmarsum; S.A. Kooistra, Witmarsum (K); Tj.W. Kooistra, Dokkum.                                        |
| 50     | 1905 | Tj.W. Kooistra, Dokkum (K); J.W. Kooistra, Dokkum; G. Terpstra, Marssum.                                              |
| 49     | 1904 | P. Hovenga, Marssum (K); L. Leicht, Franeker; R. Feitsma, Wommels.                                                    |
| 48     | 1903 | Minze de Vries, Bitgum; Jan Reitsma sr, Pingjum (K); Joh. Struiksma, Wommels.                                         |
| 47     | 1902 | S.A. Kooistra, Witmarsum; Jan Kuperus, Witmarsum (K); Joh. Struiksma, Wommels.                                        |
| 46     | 1901 | Jan Reitsma, sr Pingjum; Jan Kuperus, Marssum (K); M. Helfrich, Kimswerd.                                             |
| 45     | 1900 | Minze de Vries (K); Gerben Wassenaar; A. Groenveld; alle drie uit Bitgum.                                             |
| 44     | 1899 | J.D. Bierma, Sint Jacobiparochie; Jan Reitsma sr, Pingjum (K); Joh. Struiksma, Wommels.                               |
| 43     | 1898 | J.D. Bierma, Sint Jacobiparochie; Jan Reitsma sr, Pingjum; Joh. Struiksma, Wommels (K).                               |
| 42     | 1897 | Minze de Vries, Bitgum (K); Jan Reitsma sr, Pingjum; K.P. Vonk, Bitgum.                                               |
| 41     | 1896 | Minze de Vries, (K); Sj. Heslinga; K.P. Vonk; alle drie uit Bitgum.                                                   |
| 40     | 1895 | Joh. Anema, Schingen; Jan Reitsma sr, Pingjum; P.B. Yetsenga, Arum (K).                                               |
| 39     | 1894 | J.D. Bierma, Sint Jacobiparochie (K); K. Leeuwen, Sint Jacobiparochie; A.L. de Vries, Berlikum.                       |
| 38     | 1893 | Joh. Anema, Schingen; Jan Reitsma sr, Pingjum (K); P.B. Yetsenga, Arum.                                               |
| 37     | 1892 | Joh. Anema, Schingen (K); Jan Reitsma sr, Pingjum; N.S. de Boer, Pingjum.                                             |
| 36     | 1891 | Joh. Anema, Schingen (K); H.G. Elzinga, Holwert; C.B. van der Weg, Tzummearum.                                        |
| 35     | 1890 | P.B. Yetsenga, Arum (K); Jan Reitsma sr, Pingjum; T. de Jong, Pingjum.                                                |
| 34     | 1889 | M.G. Kooistra, Harlingen; W.T. Kooista, Dokkum; L.S. Hilarides, Pingjum (K).                                          |
| 33     | 1888 | S.G. Kooistra, Harlingen; M.G. Kooistra, Harlingen; L.S. Hilarides, Pingjum (K).                                      |
| 32     | 1887 | J.K. Wassenaar, Sint Jacobiparochie; Klaas W. Boorsma, Zweins; L.S. Hilarides, Pingjum (K).                           |
| 31     | 1886 | Sjirk de Wal, Dronrijp; Klaas W. Boorsma, Sweins (K); J.K. Wassenaar, Sint Jacobiparochie.                            |
| 30     | 1885 | Sjirk de Wal, Dronrijp (K); Klaas W. Boorsma, Sweins; A. Miedema, Sweins.                                             |
| 29     | 1884 | H.D. Postma, Zurich (K); M.C. Banning, Pingjum; Tj. Hiemstra, Pingjum.                                                |
| 28     | 1883 | Sjirk de Wal, Dronrijp; Klaas W. Boorsma, Zeins; A. Miedema, Sweins (K).                                              |
| 27     | 1882 | W.T. Kooistra, Dokkum; M.T. Kooistra, Dokkum; R. van de Witte, Pingjum.                                               |
| 26     | 1881 | Jan Eeltjes Bonnema, Arum; Klaas W. Boorsma, Welsrijp; Sjirk de Wal, Dronrijp.                                        |
| 25     | 1880 | J.E. Bonnema, Arum; Sjirk de Wal, Dronrijp; J. Bruinsma, Arum.                                                        |
| 24     | 1879 | Tj. Hiemstra; W.P. Steensma, ; R. van de Witte; alle drie uit Pingjum.                                                |
| 23     | 1878 | J.E. Bonnema, Arum; Sjirk de Wal, Dronrijp; R. van de Witte, Pingjum.                                                 |
| 22     | 1877 | J.E. Bonnema, Arum; Sjirk de Wal, Dronrijp; Joh. Donia, Dronrijp.                                                     |
| 21     | 1876 | Jacob Klaver, Winsum; Folkert G. Struiksma, Oosterlittens; Rients P. Koopmans, Franeker.                              |
| 20     | 1875 | J.E. Bonnema, Arum; J.D. Hiddinga, Wijnaldum; R.P. Koopmans, Franeker.                                                |
| 19     | 1874 | J.E. Bonnema, Arum; J.T. Runia, Berlikum; Sj. Anema, Berlikum.                                                        |
| 18     | 1873 | D.IJ de Boer; J.D. Hiddinga; R.P. Koopmans; alle drie uit Wijnaldum.                                                  |
| 17     | 1872 | J.P. Hiddinga, Menaam; Klaas W. Boorsma, Sweins; A. Miedema, Sweins.                                                  |
| 16     | 1871 | J.P. Hiddinga, Menaam; P.P. Hiddinga, Wijnaldum; A. Miedema, Sweins.                                                  |
| 15     | 1870 | D.IJ. de Boer, Tzummarum; J.P. Hiddinga, Wijnaldum; A. Miedema, Sweins.                                               |
| 14     | 1869 | K.F. Post, Kimswerd; Klaas W. Boorsma, Tzummearum; A. Miedema, Franeker.                                              |
| 13     | 1868 | K.F. Post, Kimswerd; R. Schiphof, Berlikum; A. Miedema, Berlikum.                                                     |
| 12     | 1867 | K.F. Post, Kimswerd; R. Schiphof, Berlikum; A. Miedema, Berlikum.                                                     |
|        | 1866 | Geen PC vanwege de cholera.                                                                                           |
| 11     | 1865 | D.IJ. de Boer; P.IJ de Boer; P.P. Hiddinga; alle drie uit Wijnaldum.                                                  |
| 10     | 1864 | J.D. Bangma, Arum; D.IJ. de Boer, Wijnaldum; F.F. Felkers, Winsum.                                                    |
| 9      | 1863 | J.D. Bangma, Arum; F.F. Felkers, Winsum; P.U. Rijpma, Midlum.                                                         |
| 8      | 1862 | P.B. Rijpma, Pingjum; R.D. IJntema, Pingjum; H.F. Post, Kimswerd.                                                     |
| 7      | 1861 | P.B. Rijpma; R.D. IJntema; P.U. Rijpma; alle drie uit Pingjum.                                                        |
| 6      | 1860 | P.B. Rijpma; R.D. IJntema; P.U. Rijpma; alle drie uit Pingjum.                                                        |
|        | 1859 | Geen PC vanwege een pokken-epidemie.                                                                                  |
| 5      | 1858 | P.B. Rijpma; R.D. IJntema; P.U. Rijpma; alle drie uit Pingjum.                                                        |
| 4      | 1857 | E.K. Boorsma; J.K. Boorsma; W.K. Boorsma; alle drie uit Tzummarum.                                                    |
| 3      | 1856 | Johannes F. Felkers, Wommels; Pieter F. Felkers, Winsum; Frans F. Felkers, Winsum.                                    |
| 2      | 1855 | E.K. Boorsma; J.K. Boorsma; W.K. Boorsma; alle drie uit Tzummarum.                                                    |
| 1      | 1854 | P.B. Rijpma, Pingjum; R.D. IJntema, Pingjum; W.K. Boorsma, Tzummarum.                                                 |

## Korte samenvatting PC's vanaf 2003
PC 2022

In een spannende finale kwam het partuur van Tjisse Steenstra, Renze Pieter Hiemstra en Hans Wassenaar terug van een 5-3 achterstand. Het lukte Marten Bergsma, Hylke Bruinsma en Hendrik Kootstra niet om de partij af te maken op 5-3 6-6 en later ook niet op 5-4 6-2. Bruinsma wist pas een paar dagen van tevoren dat hij de PC ging kaatsen, als vervanger van de geblesseerde Dylan Drent. Op 5-5 6-4 besliste Hiemstra de wedstrijd met een bovenslag.
Voor Steenstra was het z'n eerste PC-overwinning in vijf finales. Hij werd ook uitgeroepen tot koning. Hiemstra won z'n vierde PC, Wassenaar z'n derde.
PC 2021

Voor de zesde keer wonnen Gert-Anne van der Bos en Taeke Triemstra de PC. Deze keer deden ze dat met achterinse Erwin Zijlstra, die de partij voor de eerste keer wint. In de finale waren ze te sterk voor het favoriete partuur van Marten Bergsma, Dylan Drent en Hendrik Kootstra: 5-2 en 6-6. Zijlstra werd uitgeroepen tot koning.
PC 2020

Deze PC werd door het coronavirus aanvankelijk verplaatst naar 30 september. Op 23 juli werd echter bekend dat het bestuur af zag van het evenement, omdat zij een PC met beperkt publiek niet waardig vonden een PC te zijn.
PC 2019

In een PC die gedurende de dag uren stil lag vanwege hevige regenval ging de overwinning naar Marten Bergsma, Renze Pieter Hiemstra en Hans Wassenaar. Voor Bergsma was het zijn eerste zege. Hiemstra had al twee keer eerder de PC gewonnen, Wassenaar eenmaal eerder. Laatstgenoemde werd koning.
PC 2018

Het partuur Peter van Zuiden, Allard Hoekstra en Thomas van Zuiden (beide heren Van Zuiden zijn overigens broers) wint van het topfavoriete partuur Gert Anne van der Bos, Taeke Triemstra en Tjisse Steenstra. Beide partijen lopen gelijk op tot 5-5, waarna Van Zuiden c.s. op 6-2 een kaats op de bovenlijn keren en hiermee de PC winnen. Allard Hoekstra wordt uitgeroepen tot koning van de PC.
PC 2012

Het partuur Hendrik Tolsma, Rene Anema en Thomas van Zuiden verslaat de kampioen van het voorgaande jaar verrassend in de finale. Thomas van Zuiden wordt uitgeroepen tot koning van de PC.
PC 2011

Gert-Anne van der Bos, Taeke Triemstra en Daniël Iseger wonnen opnieuw. Ditmaal versloegen zij Martijn Olijnsma, Hylke Bruinsma en Marten Feenstra overtuigend met 5-1 en 6-4. Voor Van der Bos en Iseger was het de derde zege op rij en Iseger werd uitgeroepen tot koning.
PC 2010

De 157ste PC werd gewonnen door Gert-Anne van der Bos, Taeke Triemstra en Daniël Iseger. Met 5-5 en 6-2 werd in de finale gewonnen van Pieter van Althuis, Jacob Klaas Haitsma en Gerrit Flisijn. Van der Bos werd uitgeroepen tot Koning met 9 stemmen.
In deze editie van de PC viel er veel regen en was het veld erg slecht geworden. Schoenen met noppen werden, buiten de regels om, gedoogd.
PC 2009

Gert Anne van der Bos, Folkert van der Wei en Daniel Iseger wonnen de 156ste PC. In de finale werd gewonnen van Dirk Yde Sjaarda, Erik Haitsma en Tjibbe Hansma
PC 2008

Jochum Bouma, Auke van der Graaf en Douwe Groenendijk hebben de 155ste gewonnen. In de finale werd gewonnen van Gert Anne van der Bos, Tjitte Bonnema en Folkert van der Wei.
PC 2007

Net als in 2006 werd de PC op 1 augustus 2007 gewonnen door Johan van der Meulen en Taeke Triemstra, dit jaar kaatsten zij met Auke van der Graaf. Zij versloegen het partuur Klaas Berkepas, Daniël Iseger en Pieter Scharringa. Van der Meulen werd uitgeroepen tot koning van de PC na een spannende finale met "alles aan de hang" die Van der Meulen besliste met een memorabele zitbal.
PC 2006

In 2006 waren Johan van der Meulen (opslager), Kor Zittema (voorinse) en Taeke Triemstra (achterinse) de winnaars de 153e PC. Deze werd gespeeld op 2 augustus. Zij versloegen Chris Wassenaar, Jacob Wassenaar en Rutmer van der Meer met 5-3 6-4. Het was het afscheidsseizoen van Kor Zittema. Taeke Triemstra werd dit jaar uitgeroepen tot koning.
PC 2005

De 152ste PC die op 3 augustus 2005 werd gehouden bracht de verwachte winst voor het partuur van de broers Chris en Jacob Wassenaar en Rutmer van der Meer. Chris Wassenaar, die als achterperkspeler en eerste opslager letterlijk en figuurlijk de grote man van dit partuur is, werd met grote meerderheid uitgeroepen tot koning van de partij.
PC 2004

Op 4 augustus 2004 werd de 151ste editie van de PC gewonnen door het partuur Johan Abma, Pieter Scharringa en Daniël Iseger. Zij versloegen in de finale Klaas Anne Terpstra, Jan Willem van Beem en Douwe Groenendijk door op de stand van 5-3 en 6-6 de kaats te behouden. Daniel Iseger werd uitgeroepen tot koning van de PC.
PC 2003

Op 30 juli 2003 werd de 150ste PC gewonnen door het partuur Johannes Dijkstra, Karel Nijman en Folkert van der Wei. Zij versloegen in de finale Klaas Berkepas, Dirk Jan van der Woud en Daniel Iseger met 5-2 6-4.

## Wetenswaardigheden
Er is ook een PC-wedstrijd voor vrouwen. Deze wordt jaarlijks gespeeld op het veld van de Kaatsvereniging Nije Kriich in Weidum, drie weken na de PC in Franeker. Ook hierbij geldt dat de beste speler van het winnende partuur tot Koningin van de vrouwen-PC wordt uitgeroepen en een zilveren ketting omgehangen krijgt.